# 中田平駅
中田平駅（なかたびらえき）は、長崎県平戸市田平町下亀免にある松浦鉄道西九州線の駅である。

## 歴史
- 1991年（平成3年）3月16日：開業[1][2]。

## 駅構造

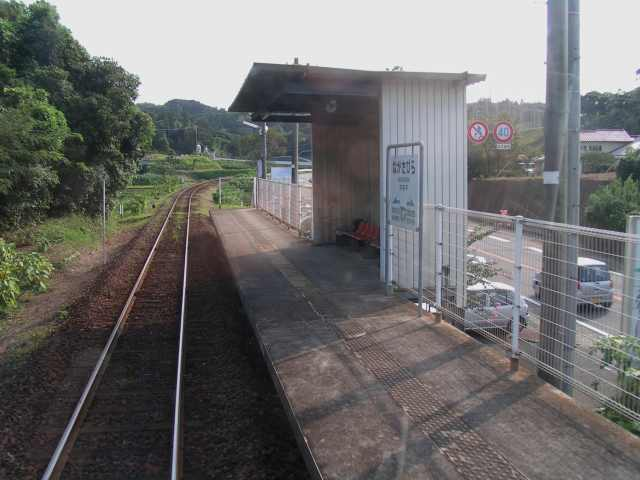
ホーム（2006年8月）

単式ホーム1面1線を有する地上駅である。無人駅で駅舎は無いが、待合室がある。駅は斜面にあり、道路からはやや高いところにある。

## 利用状況
1日平均乗車人員は以下の通り。
| 乗車人員推移 | 乗車人員推移 |
| 年度         | 1日平均人数  |
| ------------ | ------------ |
| 1998         | 26           |
| 1999         | 27           |
| 2000         | 40           |
| 2001         | 24           |
| 2002         | 28           |
| 2003         | 19           |
| 2004         | 31           |
| 2005         | 31           |
| 2006         | 12           |
| 2007         | 15           |
| 2008         | 10           |
| 2009         | 10           |
| 2010         | 10           |

## 駅周辺
- 円通寺
- 平戸市立田平東小学校
- 東田平郵便局
- 丸米池
- 久吹ダム
- 国道204号

## 隣の駅
松浦鉄道
■西九州線
東田平駅 - 中田平駅 - たびら平戸口駅